# Меркушкин, Николай Иванович
Никола́й Ива́нович Мерку́шкин (род. 5 февраля 1951, с. Новые Верхиссы, Инсарский район, Мордовская АССР, РСФСР, СССР) — российский государственный деятель, политик. Специальный представитель Президента Российской Федерации по взаимодействию со Всемирным конгрессом финно-угорских народов с 25 сентября 2017.
Глава Республики Мордовия с 22 сентября 1995 по 10 мая 2012. Губернатор Самарской области с 12 мая 2012 по 25 сентября 2017 (временно исполняющий обязанности губернатора Самарской области с 4 июня по 23 сентября 2014).

## Биография
Родился 5 февраля 1951 года в селе Новые Верхиссы Инсарского района Мордовской АССР в многодетной семье, отец был председателем колхоза. По национальности — мордвин-мокша.
Трудовую деятельность начал в 1968 году механизатором в колхозе. В том же году поступил в Мордовский государственный университет имени Н. П. Огарёва, ректором которого был его родной дядя Григорий Яковлевич Меркушкин. Университет окончил с отличием в 1973 году по специальности «инженер электронной техники», тогда же был избран секретарём комитета ВЛКСМ своего университета.

## Политическая карьера
В 1977 году был избран секретарем, в 1979 году — вторым секретарем, а в 1982 году — первым секретарем Мордовского областного комитета ВЛКСМ. В 1986 году Меркушкин избран первым секретарем Теньгушевского райкома КПСС, в 1990 году — председателем районного Совета народных депутатов, также в 1990 году — вторым секретарем Мордовского рескома КП РСФСР.
В октябре 1990 года баллотировался на пост председателя Верховного Совета Мордовской АССР, но выборы проиграл Николаю Бирюкову. Затем баллотировался на пост президента Республики Мордовия, но не прошёл первый тур выборов.
В 1991 году был назначен на должность председателя Фонда государственного имущества Мордовской АССР, 9 июня 1993 года — на должность сопредседателя Мордовского республиканского экономического союза, а в июне — на должность сопредседателя Московского экономического союза. В июне выдвигал себя на пост председателя Совета Министров Мордовии, но позже отозвал свою кандидатуру. В сентябре отклонил предложение стать представителем Президента России в Республике Мордовия. В ноябре баллотировался в Совет Федерации по двухмандатному округу, заняв 3-е место из 12, получив 77450 голосов проголосовавших.
27 ноября 1994 года был избран депутатом Государственного Собрания Республики Мордовия по 37-му округу.
24 января 1995 года был назначен на должность председателя Государственного Собрания Республики Мордовия.

### Глава Республики Мордовия
22 сентября 1995 года был выбран на должность главы региона.
23 января 1996 года вошёл в состав Совета Федерации 2-го созыва.
В 1998 году во второй раз одержал победу на выборах, после чего стал главой региона. В том же году был назначен на должность президента межрегиональной ассоциации «Большая Волга».
В 1995—2001 гг. представлял Мордовию в Совете Федерации Федерального Собрания Российской Федерации, был председателем Комиссии по регламенту и парламентским процедурам, заместителем председателя Комитета по вопросам экономической политики.
В составе группы российских губернаторов Н. И. Меркушкин представлял Российскую Федерацию в Совете Европы, где был избран председателем комитета по экономической политике. В апреле 1998 года вместе с Председателем Госдумы Г. Н. Селезнёвым он представлял Совет Федерации Федерального Собрания Российской Федерации на 99-й сессии Всемирного Межпарламентского союза (высшего мирового парламентского органа), который проходил в столице Намибии городе Виндхуке.
С 17 сентября 2001 по 13 марта 2002 и с 9 апреля по 25 октября 2014 — член президиума Государственного совета Российской Федерации.
В 2003 году в третий раз победил на выборах на пост главы региона. По спискам партии «Единая Россия» прошёл в Государственную Думу РФ, но отказался от мандата.
В 2005 году Николай Иванович Меркушкин поставил вопрос о доверии перед Президентом РФ Владимиром Путиным, после чего Путин внёс его кандидатуру на рассмотрение в Государственное собрание Республики Мордовия, после чего 10 ноября 2005 года депутаты Государственного собрания Республики Мордовия большинством голосов утвердили кандидатуру Меркушкина на пост главы республики.
7 октября 2010 года был утверждён на посту главы республики на пятый срок. Одни эксперты[уточнить] отмечают, что, переназначив Меркушкина, президент Медведев вошёл в противоречие с собственным принципом, что главы регионов не должны занимать должность более трех сроков подряд. Другие[уточнить] объясняют пятый срок Меркушкина тем, что два из предыдущих его срока были неполными. Также по сравнению с Лужковым, Шаймиевым, Полежаевым и другими «вечными» губернаторами Меркушкин относительно молод и контролирует ситуацию в республике.

## Губернатор Самарской области
10 мая 2012 года Президент России Владимир Путин принял отставку Николая Меркушкина с поста главы Республики Мордовия и назначил его исполняющим обязанности губернатора Самарской области, а 12 мая 2012 года внёс в Самарскую Губернскую думу кандидатуру Меркушкина для наделения полномочиями Губернатора Самарской области. Самарская Губернская дума в этот же день утвердила Николая Меркушкина на пост Губернатора Самарской области.
6 июня 2014 года, за 3 месяца до единого дня голосования, по собственному желанию ушёл в отставку и был назначен временно исполняющим обязанности Губернатора Самарской области, выдвинув свою кандидату на Выборах губернатора Самарской области (2014) по итогам которых получил 91,35 % (1 362 676 голосов). 23 сентября состоялась церемония вступления в должность избранного губернатора.

### Критика
В 2015 году забрал у муниципалитетов в Правительство Самарской области, полномочия градостроительной деятельности и рекламы Законом Самарской области от 29 декабря 2014 года N 134-ГД «О перераспределении полномочий между органами местного самоуправления и органами государственной власти Самарской области в сферах градостроительной деятельности и рекламы на территории Самарской области» — по которому доход от которых перешел в область.
В 2016 году на встрече с избирателями Николай Меркушкин обещал им «немыслимые беды», если они не проголосуют «как надо». Также Николай Меркушкин заявил, что через оппозиционера Алексея Навального в России осуществляется «план Даллеса». Он подчеркнул, что единственный способ «помешать» реализации этого плана — «голосовать как надо» на предстоящих выборах.
Губернатор также рассказывал, что однажды видел «инструкцию по захвату России», которую якобы привезла из Штатов депутат Госдумы Галина Старовойтова (убита в 1998 году).
В 2016 году на посту губернатора Самарской области, допустил банкротство и ликвидацию тольяттинских предприятий ПАО ФИА-банк, ООО «АВТ-Дорстрой», ОАО «Автозаводстрой», АвтоВАЗБанк, АвтоВАЗагрегат (Минимущество региона могло войти в состав акционеров).
В 2016 году губернатор Самарской области Николай Меркушкин на встрече с работниками завода «АвтоВАЗагрегат» сказал, что долги по зарплате им выплатят «никогда» и предложил обратиться за помощью по выплате заработной платы к послу США Джону Теффту.
— Я бывшая работница многострадального предприятия «АвтоВАЗагрегат», его дочернего предприятия «Пошив-АвтоВАЗагрегат». Я хотела бы знать, когда нам погасят долги по зарплате. Уже пошел второй год, столько было обещаний…Работница «АвтоВАЗАгрегат»
— Ну что я хочу сказать. Если в таком тоне вы будете разговаривать, — никогда! Никогда! Те, которые вас подогревают, просите у нихНиколай Меркушкин
.
— Извините, пожалуйста, но я, по-моему, нормально говорю. Потому что уже второй год без зарплатыРаботница «АвтоВАЗАгрегат»
.
— Я знаю. Вы послушайте! Вы меня теперь послушайте. Вот когда в том числе американский посол, он приезжал для того, чтобы подогревать как раз вот этих людей, и потом месяц на весь мир их показывали. На весь мир! Люди без зарплат. Мы понимаем. Мы заставили 160 миллионов рублей, 160 миллионов рублей из денег, заработанных собственниками, которые пришли сюда пять лет назад, из денег заплатить долги по заработной плате. Незаконно. Мы заставили незаконно. Понятно? Они могут и на меня в суд подать. На меня"Николай Меркушкин
.
10 октября 2016 года Коммерсантъ распространил информацию о возможной отставке с поста Губернатора Николая Меркушкина, которые распространили другие издания, назвав преемником депутата ГД Владимира Гутенёва.
В январе 2017 года, ФАС возбудило дело против губернатора Николая Меркушкина и чиновников министерства энергетики и ЖКХ Самарской области, которые, в нарушение Федерального Закона ФЗ-135 «О защите конкуренции», лоббировали интересы ПАО «Газпром».
30 марта 2017 года Николай Меркушкин устроил форум «Экстремизму нет», где рассказывал студентам, что все изложенное в фильме Фонда борьбы с коррупцией «Он вам не Димон» — ложь.
2017 году увеличил армию чиновников, поручив создание Общественных советов микрорайонов в Самаре 355 и в Тольятти 85 управляющих микрорайонов. В Самаре ежемесячный оклад каждого управляющего микрорайона составил 35 тысяч рублей, расходы городского бюджета составили 17,5 млн.рублей в месяц и 129,4 млн.рублей в год. В Тольятти ежемесячный оклад каждого управляющего микрорайона составил 30 тыс. рублей, расходы городского бюджета составили 30 млн рублей в год. В условиях дефицита бюджета и муниципального долга, депутаты КПРФ и журналисты высказали критику, этой бесполезной оплачиваемой из городского бюджета деятельности, дублирующей работу ТОСов.
В 2017 году житель Тольятти подал заявление на Николая Меркушкина в суд, за то что он отказывается вести личный приём граждан. Указывая что ст. 13 Федерального закона № 59-ФЗ «О порядке рассмотрения обращений граждан» не освобождает должность губернатора от личного приёма граждан.
В 2017 году с одобрения Николая Меркушкина шесть управляющих компаний Самары: крупнейшая в городе ООО «Жилищно-коммунальная система» (в прошлом ЗАО «ПТС-Сервис»), её тезку — ООО «ЖКС», ООО «Жилищник», ООО "УО «Коммунальник», ООО «УЖКК» и ООО «Куйбышевский ПЖРТ» скупила инвестиционная группа АО «Домком Инвест» (Москва). Которая обещала властям миллиардные инвестиции в местное ЖКХ. Однако в начале 2018 года было возбуждено уголовное дело по ст. 159 УК мошенничество. Новый московский собственник вывел деньги из принадлежащих ему управляющих компаний.
Был председателем конкурсных комиссий по отбору кандидатов на должность главы городского округа Тольятти, Самара, Сызрани, Жигулевск..
25 сентября 2017 года Президент России Владимир Путин принял отставку Меркушкина с поста Губернатора Самарской области по собственному желанию.
В 2017 году председатель комитета по местному самоуправлению Самарской Губернской Думы Михаил Матвеев обвинил Николая Меркушкина в ликвидации Обшаровской, Рождественской и Тольяттинской птицефабрики и несколько больших свинокомплексов. Также при Николае Меркушкине были закрыты предприятия «Жигулевские стройматериалы», тольяттинский завод ОАО «АвтоВАЗагрегат», сызранский завод ОАО «Пластик». Крупнейшие дорожные предприятия «Самарадорстрой» и «АВТ-Дорстрой», были признаны банкротами. Их место занял подконтрольный клан Николая Меркушкина — яйца, куры, цемент из Мордовии.
В феврале 2017 года госдолг региона составил 67,4 млрд руб, из-за чего эксперты Высшей школы экономики назвали Самарскую область одним из самых закредитованных российских регионов.
27 февраля 2019 года депутат Государственной думы Александр Хинштейн в прямом эфире радио Комсомольская правда сообщил что Николай Меркушкин на посту Губернатора не провел ни одного заседания «Межведомственной комиссии по защите прав дольщиков при губернаторе Самарской области».
Отставка Меркушкина может быть логичным продолжением борьбы кланов за крупный регион, рассуждает глава фонда «Минченко консалтинг» Евгений Минченко. «Ставил Меркушкина первый замруководителя администрации президента Вячеслав Володин. Но Меркушкин как-то очень быстро поймал звезду, с Володиным рассорился и с „Ростехом“ отношения не наладил», — констатировал политолог.

### Кадровые назначения
В 2015 году директором регионального оператора Самарской области «Фонд капитального ремонта» назначил политтехнолога Михаила Архипова который увеличил армию сотрудников, выписывал многомиллионные премии и корпоративы. 65 % доходов Фонда тратились только на зарплаты сотрудников. В 2017 году при новом губернаторе он был арестован по уголовному делу за взятку и мошенничество.

#### Главы городов
Николай Меркушкин в должности губернатора был председателем конкурсных комиссий по отбору глав городов региона. В 2013 году на должность мэра города Жигулёвска рекомендовал заместителя министра образования Самарской области Владимира Классена — который прописан в городе. В 2015 году на должность мэра города Самары рекомендовал министра труда, занятости и миграционной политики Олега Фурсова. В 2017 году на должность мэра города Тольятти рекомендовал директора филиала «Т Плюс» Сергея Анташева. На должность мэра города Сызрани рекомендовал директора «Сызранского НПЗ» Николая Лядина. На должность главы города Новокуйбышевска рекомендовал Сергея Маркова.

## Дальнейшая карьера
25 сентября 2017 года указом Президента России назначен Специальным представителем Президента Российской Федерации по взаимодействию со Всемирным конгрессом финно-угорских народов.

## Семья
Отец — Иван Яковлевич Меркушкин (1910—1969); мать — Мария Максимовна Меркушкина (1918).
Жена (с 1972) — Таисия Степановна Меркушкина (1948), пенсионерка, ранее работала заведующей аптекой.
- старший сын — Александр Николаевич Меркушкин (род. 1974), предприниматель, владелец ряда мордовских компаний и долей в банках[61].
- младший сын — Алексей Николаевич Меркушкин (род. 1978), ранее являлся министром целевых программ и заместителем председателя правительства Мордовии; ранее занимал должности генерального директора ОАО «Ламзурь С» и председателя совета директоров КБ «Мордовпромстройбанк»[63]. Назначение на высокий пост 34-летнего Алексея Меркушкина, не имеющего до этого опыта государственной службы, вызвало критику со стороны Администрации президента РФ, которая заявила о необходимости борьбы с клановостью во власти[64]. Алексей Меркушкин владеет ООО «Инвест-Альянс», которому принадлежат крупные пакеты акций ряда предприятий; также владеет крупной торгово-офисной недвижимостью в Саранске[61]. 13 мая Алексей Меркушкин был задержан в Шереметьево при попытке вылететь в Минск. 14 мая стало известно, что Алексея Меркушкина подозревают в даче взятки в особо крупном размере (часть 5 статьи 291 УК РФ) и в хищении в особо крупном размере. Ему грозит 12 лет тюрьмы. Сразу после задержания суд избрал ему меру пресечения — содержание под стражей и отправил в СИЗО[65]. Арест продлен до 28 декабря 2021 года[66].
- Члены семьи губернатора — брат Александр Меркушкин и племянник Сергей Меркушкин — до середины 2016 года числились в списке собственников предприятия «Мордовцемент», которое получило монопольный заказ на поставку цемента для строительства стадиона «Самара Арена» к чемпионату мира по футболу 2018 года. Ситуация вокруг этого стадиона — ещё одна причина претензий федерального центра к Меркушкину. Они касались и темпов строительства стадиона, и привлечения мордовских подрядчиков. В Самарской области закрывались птицефабрики, вместо них ввозили птицу из Мордовии, а во многих городах и поселках это были ключевые предприятия. В частности, закрылись Обшаровская, Рождественская и Тольяттинская птицефабрики и несколько больших свинокомплексов. В Тольятти также закрылась дочерняя компания АвтоВАЗа — «АвтоВАЗагрегат»; в Жигулевске прекратило деятельность единственное крупное местное предприятие «Жигулевские стройматериалы».[52]

Увлекается футболом, волейболом, бильярдом, шахматами. В музыке Меркушкин предпочитает русские народные песни. Любит творчество мордовского скульптора Степана Эрьзи.

## Награды и звания
- Орден «За заслуги перед Отечеством» III (2009)[68] и IV (2000) степеней;
- Орден Александра Невского (2017 год)[69]
- Орден Трудового Красного Знамени (1986);
- Орден Дружбы народов (1981);
- Медаль «За трудовую доблесть» (1976);
- Медаль «За преобразование Нечерноземья РСФСР» (1990);
- Почётный гражданин Республики Мордовия (14 мая 2012)[70];
- Кавалер Ордена Славы Республики Мордовия I степени (14 мая 2012)[71][72];
- Почётный знак «За заслуги в развитии физической культуры и спорта» (30 октября 2013 года) — за большой личный вклад в развитие физической культуры и спорта в Российской Федерации, пропаганду здорового образа жизни и в связи с 90-летием со дня образования федерального (государственного) и территориальных органов исполнительной власти в сфере физической культуры и спорта[73];
- Медаль «За участие в военном параде в День Победы» (Минобороны, 2017)[74];
- Почётный гражданин Сакского района Республики Крым (2017)[75];
- Почётный знак «За труд во благо земли Самарской» (2017).
- Орден Дружбы (Южная Осетия, 2013)[76]

Ордена Русской Православной церкви:
- Орден святого равноапостольного великого князя Владимира II степени (2000);
- Орден Славы и Чести I степени (2012)[77];
- Орден святого благоверного князя Даниила Московского I (2011)[78] и II (1996) степеней;
- Орден преподобного Сергия Радонежского I (2006) и II (2002) степеней;
- Медаль «25 лет Саранской и Мордовской епархии РПЦ» (14 февраля 2016 года) — за особые заслуги перед Саранской и Мордовской епархией[79].

Почетный доктор НИЯУ МИФИ (2012).
Почетный доктор Самарского университета имени академика С. П. Королёва.
Благодарности Президента Российской Федерации:
- За большой вклад в социально-экономическое развитие Республики Мордовия и многолетнюю добросовестную работу (2001)[82];
- За высокий уровень организации I Международного фестиваля национальных культур финно-угорских народов «Шумбрат, Финно-Угрия!» (2007)[83];
- За помощь Крыму (2016)[84].

Почётная грамота правительства Российской Федерации (2 февраля 2001) — за большой личный вклад в социально-экономическое развитие Республики Мордовия и многолетний добросовестный труд
В 2002 году Русский биографический институт (с участием экспертов Русской православной церкви, Российского фонда культуры, Российской экономической академии имени Плеханова) назвал Меркушкина «Человеком года» в числе семи лучших губернаторов России.
Лауреат Национальной премии имени Петра Столыпина «Аграрная элита России» (2003) в номинации «За эффективную социальную политику на селе».
Лауреат «Национальной премии имени С. Я. Витте».
Специальная награда Международного олимпийского комитета за вклад в развитие спортивного и олимпийского движения (2011). Вручена президентом МОК Жаком Рогге 25 ноября 2011 года на торжественном приеме в Москве по случаю 100-летия Олимпийского комитета России.